# Atypus coreanus
Atypus coreanus KIM, 1985  è un ragno appartenente al genere Atypus della famiglia Atypidae.
Il nome deriva dal greco ᾶ-, àlfa-, con valore di negazione della parola seguente, e τύπος, typos, cioè forma, immagine, tipo, ad indicarne la forma atipica a causa della sproporzione dei cheliceri e delle filiere.
Il nome proprio deriva dalla Corea del Sud, luogo di rinvenimento.

## Comportamento
Come tutti i ragni del genere Atypus, anche questa specie vive in un tubo setoso parallelo al terreno, per una ventina di centimetri circa seppellito e per altri 8 centimetri fuoriuscente. Il ragno resta in agguato sul fondo del tubo: quando una preda passa sulla parte esterna, le vibrazioni della tela setosa allertano il ragno che scatta e la trafigge, per poi rompere la sua stessa tela, portarsi la preda nella parte interna e cibarsene..

## Habitat
Di solito vivono in luoghi ombrosi ed umidi, come boschi e cespugli.

## Distribuzione
La località-tipo di ritrovamento è il Mt. Yebong-san, nella provincia settentrionale di Gyeonggi-do, nella Corea del Sud.
L'allotipo di questa specie è stato rinvenuto sul Mt. Ungil-san, nella stessa provincia coreana